# Raoul Hausmann
Raoul Hausmann (Viena, 12 de julio de 1886 - Limoges, 1 de febrero de 1971) fue un artista y escritor austríaco. Con el seudónimo Der Dadasophe ejerció un destacado papel como dadaísta creando collages experimentales, poesía sonora y realizando críticas institucionales en Alemania durante los años transcurridos entre las dos guerras mundiales.

## Infancia y juventud
Nació en Viena el 12 de julio de 1886, pero con catorce años su familia se trasladó a Berlín. Su padre era pintor y restaurador de pinturas por lo que le enseñó estas técnicas, posteriormente estuvo estudiando en una escuela privada de arte en Berlín. Con diecinueve años conoció a Johannes Baader que estudiaba arquitectura y poco después a Elfride Schaeffer que era un violinista y que mantuvieron amistad y compartieron ideas dadaístas. 
Tras conocer las pinturas expresionistas de Herwarth Walden se dedicó a pintar con este estilo en el taller de Erich Heckel y además se convirtió en escritor para la publicación Der Sturm por lo que pudo disponer de un recurso para iniciar sus ataques al arte establecido institucionalmente, levantando una importante polémica. En ella contó con el apoyo de los expresionistas que se mostraron a favor de cambiar una situación esclerotizada, a pesar de ser unas ideas provenientes de un austríaco que vivía en Alemania.
En 1915 conoció a Hannah Höch con la que tuvo una aventura extramatrimonial con resultados artísticamente productivos pero con una relación turbulenta. En 1916 conoce al psicoanálista Otto Gross y al escritor anarquista Franz Jung; pronto amplió su círculo artístico con Salomo Friedlaender, Hans Richter, Emmy Hennings y los miembros de la revista Die Aktion.

## El club Dadá de Berlín
Fue uno de los fundadores del club Dadá de Berlín junto a Richard Huelsenbeck, Huelsenbeck fue uno de los fundadores del clud Dada en Zúrich junto a Hugo Ball, que el 22 de enero de 1918 hizo la primera proclama dadaísta en Alemania en la galería de arte IB Neumann. A los pocos días el club se formó estando integrado por Hausmann, Huelsenbeck, George Grosz, John Heartfield, Jung, Höch, Walter Mehring and Baader. El grupo organiza su primer evento el 12 de abril de 1918 en el marco de una retrospectiva de pinturas de la artista Lovis Corinto dentro del Berlín Sezession, éste consistió en una velada de actuaciones de poesía y conferencias entre las que se encontraban el Manifiesto Dadá recitado por Huelsenbeck, un baile sincopado de jazz a cargo de Grosz y Hausmann gritó su manifiesto El nuevo material en la pintura entre el escándalo y las risas de los espectadores.
La búsqueda de nuevos materiales para la pintura no se hizo esperar mucho, ya que en unas vacaciones con Höch en el mar Báltico se dio cuenta de que en una pared había una foto de un grupo de soldados y el propietario había pegado sobre ella la foto de su hijo en cinco ocasiones.

Fue como un destello: se podría —lo vi instantáneamente— hacer fotos, únicamente montando trozos de fotografías. En septiembre, ya de regreso en Berlín, comencé a darme cuenta de esta nueva visión, y utilicé fotografías de la prensa y el cine.
Hausmann, 1958

De este modo Hausmann se convierte en el descubridor del fotomontaje que fue la técnica más empleada por el movimiento Dadá y que tuvo gran influencia en otros autores y movimientos pictóricos posteriores. Otra de sus aportaciones son los poemas optofonéticos en los emplea de un modo particular los sonidos. También crea poemas por medios automáticos o por combinaciones mecánicas diversas y diversas técnicas tipográficas en el marco del experimentalismo.
En 1919 edita junto a Baader la publicación Der Dada, con el permiso de Tristan Tzara para utilizar ese nombre, la revista contenía dibujos, temas polémicos, poemas y sátiras tipografiados con una multiplicidad de fuentes y de signos.
En 1920 el club organiza su más importante evento con cerca de 200 obras de artistas como Francis Picabia, Hans Arp, Max Ernst, Otto Dix y Rudolf Schlichter, así como las principales obras de Grosz, Höch y Hausmann. Esta exposición tiene gran éxito en Ámsterdam, Milán, Roma y Boston; pero también sirve de ejemplo a los nazis para acuñar su idea del Arte degenerado.
El trabajo más importante de Hausmann es Der Geist Unserer Zeit - Mechanischer Kopf (La cabeza mecánica: el espíritu de nuestro tiempo) (1920); se trata de un esamblaje hecho a partir de una cabeza de maniquí de peluquería al que adosó diversos aparatos de medición, incluyendo una regla, un mecanismo de un reloj de bolsillo , una máquina de escribir, segmentos de una cámara y una cartera de piel de cocodrilo. Para algunos críticos evocaba a Hegel.

## Su trabajo tras el club Dadá
En septiembre de 1921 realizó una gira anti-Dadá junto a Höch, Kurt Schwitters y su esposa Helma. Desde esos años y hasta el comienzo de Segunda Guerra Mundial se consagra al empleo de la fotografía y a escribir, de modo especial su novela Hyle. Entre las actividades que realizó se encuentra una exposición de fotomontajes en 1931 en Berlín, también patentó en 1935 en Londres la máquina Optofón para realizar poemas optofonéticos ya que convertía las imágenes en sonidos.
En 1937 ante la persecución a los intelectuales realizada por el régimen nazi emigró a Ibiza, pero tuvo que abandonarla en 1938 ante la entrada de las tropas alemanas que apoyaban a Franco. Durante la Segunda Guerra Mundial se refugió en Peyrat-le-Château y en 1948 se fue a vivir a Limoges donde estuvo residiendo hasta su muerte en 1971. Durante este tiempo tuvo una producción muy diversa abordando disciplinas como la pintura, el collage, el fotomontaje, la fotografía e incluso la escultura. En 1958 apareció un libro de memorias titulado Courrier Dada, posteriormente reeditado.